# Isabelle Andersson (handbollsspelare)
Isabelle Andersson, född 12 mars 2000 i Stockholm, är en svensk handbollsspelare, som spelar som vänsternia.

## Klubbkarriär
Isabelle Andersson har Sorunda IF som moderklubb och hon spelade där tills hon var 17 år gammal. I Sorunda var hon med och vann dubbla JSM-guld. Sen flyttade hon till Stockholm och gick på Tumba Handbollsgymnasium och representerade Spårvägens HF i damallsvenskan, och sedan Skuru IK i SHE till 2019. Hon fick lite speltid i Skuru under säsongen. Sen bytte hon klubb till H65 Höör. 2021 blev hon utsedd till Årets komet i svensk handboll. Hon tog hon silvermedalj i Svenska cupen 2023 med H65 Höör.
Sedan 2023 spelar hon för tyska SG BBM Bietigheim. Isabelle blev tysk ligamästare 2023/2024 då laget även kom på en andraplats i Champions League efter att ha vunnit mot franska Metz i semin i Final4 och sedan förlorat finalen mot Györ.

## Landslagskarriär
Isabelle Andersson blev uttagen i truppen till EM 2020 i Danmark. Hon var den stora överraskningen i truppen. Innan dess har hon spelat 38 ungdomslandskamper och stått för 186 mål i dessa. Andersson tillhörde de främsta i det svenska ungdomslandslaget för födda år 2000. Hon blev uttagen i all Star Team i såväl ungdoms-EM 2017 som ungdoms-VM 2018. Isabelle Andersson debuterade i A-landslaget i matcherna mot Ungern på lägret för EM. Hon kom däremot inte med i den slutliga 17 mannatruppen som blev uttagen till EM.
I VM-kvalet 2021 fick den ordinarie truppen in Coronasmitta, och hela laget byttes ut. Isabelle Andersson var då en av de som blev uttagna. Efter detta blev hon uttagen till OS 2020 i Tokyo. Fem dagar innan turneringens start skadade Andersson knät i en träningsmatch mot Norge, och fick därmed lämna Japan.